# Éric Lartigau
 (mars 2024).
Pour les articles homonymes, voir Lartigau.
Éric Lartigau, né le 20 juin 1964 à Paris, est un réalisateur français.

## Biographie

### Formation et débuts dans la comédie
Éric Lartigau était clerc chez un commissaire-priseur, avant d'être engagé comme assistant personnel par le réalisateur Pascal Thomas. Il fut ensuite l'assistant exclusif de ce dernier pendant une dizaine d'années, puis l'assistant de cinéastes tels qu'Édouard Molinaro, Diane Kurys et Emir Kusturica, tournant des films publicitaires. Une de ses premières publicités comme réalisateur, Les Bouloches, était interprétée par l'animatrice Christine Bravo.
Il travaille ensuite à la télévision, sur Canal+. Entre 1988 et 1998, il réalise des séquences de l'émission quotidienne à sketches Les Guignols de l'info, puis passe à la fiction en réalisant 13 épisodes de la sitcom H, entre 2000 et 2001. Il se voit confier la réalisation de trois des six épisodes de la comédie La Famille Guérin, diffusés en 2002 par la chaine cryptée. Le casting est porté par François Cluzet et Valérie Bonneton.
Dominique Farrugia le présente à Kad et Olivier. Ce sont ces comédiens de Canal qui lui permettent aussi de passer au grand écran : ses deux premiers films, Mais qui a tué Pamela Rose ? et Un ticket pour l'espace, sont coécrits et interprétés par Kad Merad et Olivier Baroux — avec Julien Rappeneau comme coscénariste. Lartigau apparait également dans ces deux longs-métrages, et continuera à faire l'acteur dans quelques films.
En 2006 sort son troisième film en tant que réalisateur, la comédie Prête-moi ta main, qui lui permet de diriger une autre star comique révélée par la télévision, Alain Chabat, et avec une Charlotte Gainsbourg à contre-emploi. Le film connait un joli succès critique et commercial.

### Passage au drame

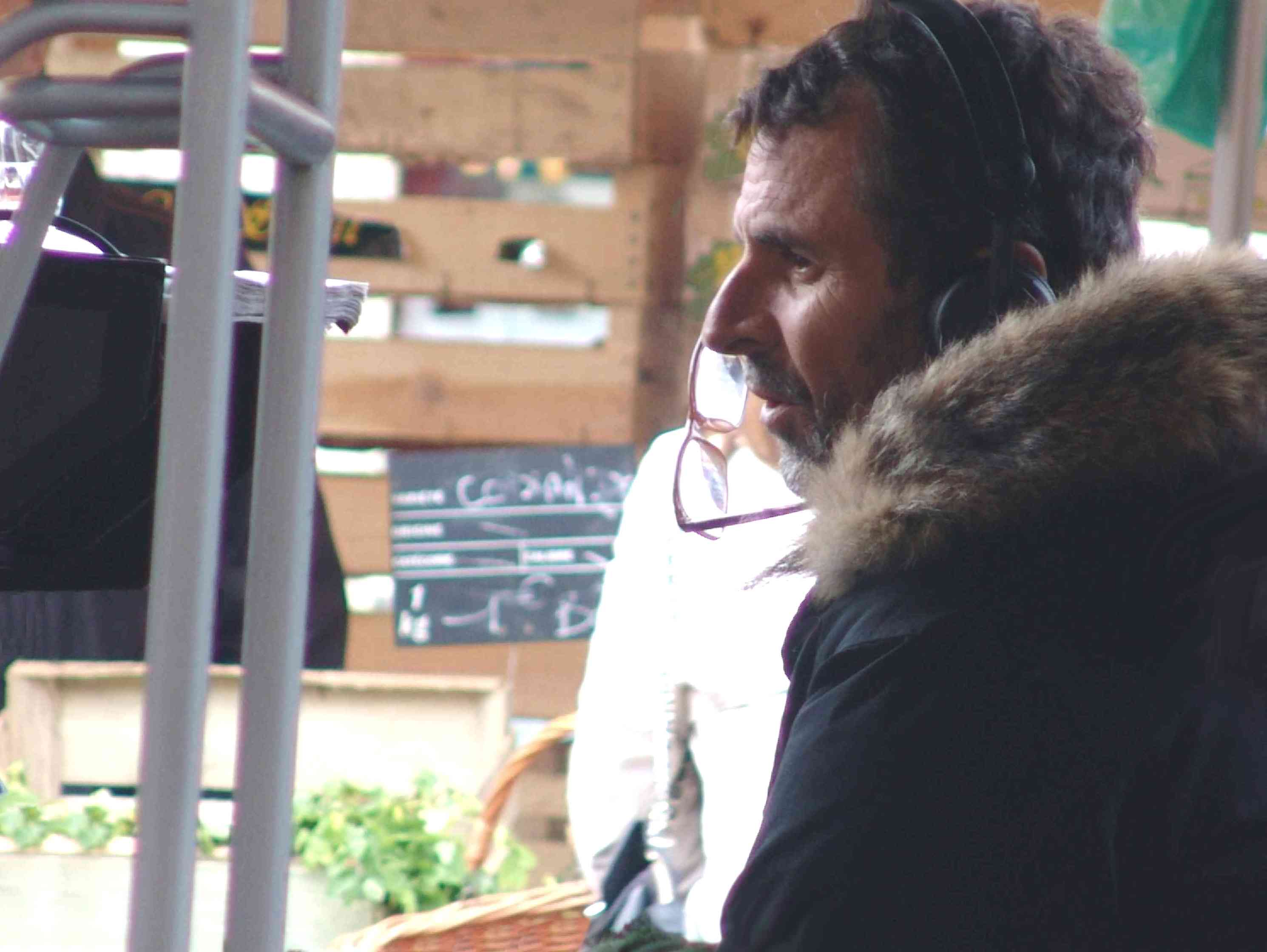
En 2014 Éric Lartigau visionne une prise sur l'écran du combo, casque audio en tête, lors du tournage de La Famille Bélier (Marché de Marines, Val-d'Oise).

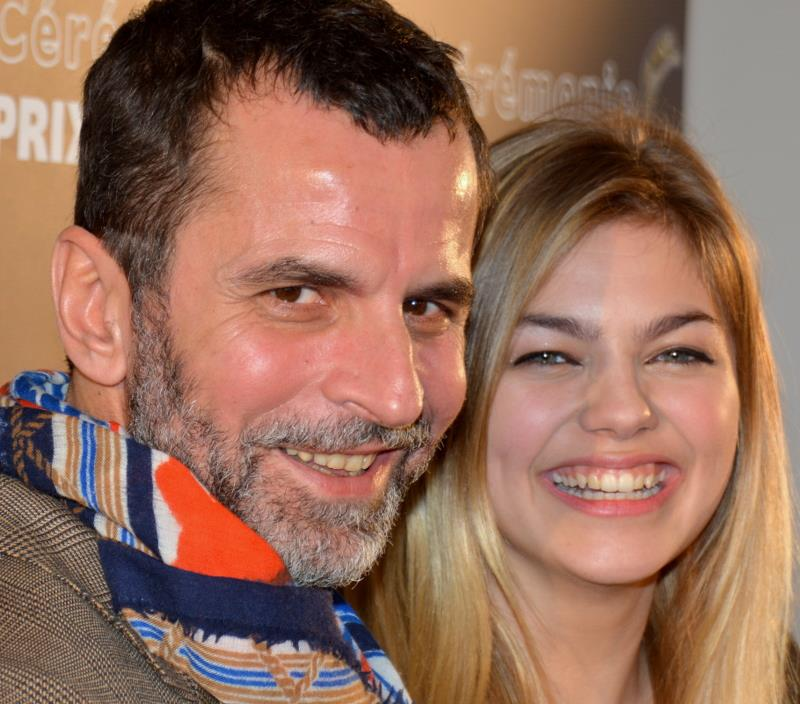
Éric Lartigau en compagnie de Louane Emera à la cérémonie des prix Lumières 2015.

En 2010, il se lance pour la première fois dans le drame : il défend son quatrième long métrage, L'Homme qui voulait vivre sa vie, où il met en scène sa compagne Marina Foïs aux côtés de Romain Duris, Catherine Deneuve et Éric Ruf. Ce thriller psychologique est adapté de l'œuvre éponyme de Douglas Kennedy.
En 2014, il défend La Famille Bélier, une comédie dramatique qui fait un succès dans les salles françaises, dans lequel la jeune apprentie-actrice Louane Emera incarne la seule représentante entendante d'une famille sourde, qui se découvre un talent pour le chant. Louane remporte le César du meilleur espoir féminin 2015.

### Vie privée

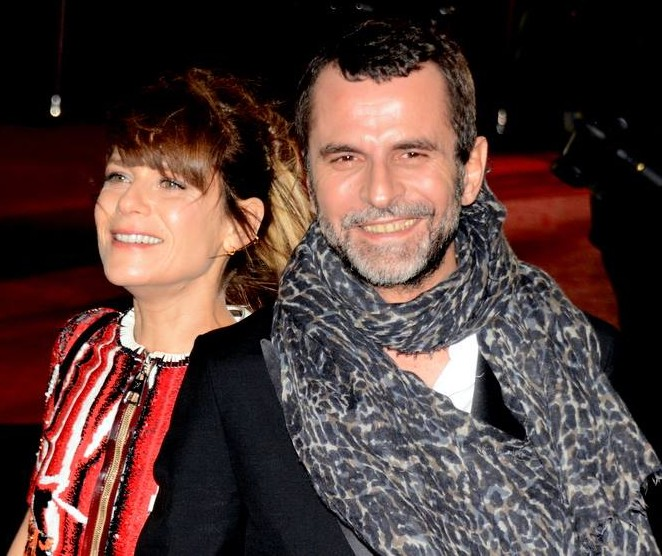
Avec sa compagne Marina Foïs, aux Césars 2015.

Le 4 décembre 2004, sa compagne Marina Foïs a donné naissance à leur fils, prénommé Lazare (dans un petit rôle bébé, dans Prête-moi ta main), et le 18 septembre 2008, à Georges. En mars 2021, ils se séparent[réf. souhaitée].
Il n'a pas de lien de parenté avec le comédien Gérard Lartigau.

## Filmographie

### Réalisateur

#### Cinéma
- 2003 : Mais qui a tué Pamela Rose ?
- 2006 : Un ticket pour l'espace
- 2006 : Prête-moi ta main
- 2010 : L'Homme qui voulait vivre sa vie également coscénariste avec Laurent de Bartillat
- 2012 : Les Infidèles (segment Lolita)
- 2014 : La Famille Bélier
- 2020 : #Jesuislà également coscénariste avec Thomas Bidegain
- 2022 : Cet été-là[2]

#### Télévision
- 2002 : H (série télévisée) (13 épisodes, saison 3)
- 2002 : Making of (série télévisée)
- 2002 : La Famille Guérin (série télévisée)

### Acteur
- 1988 : Les Maris, les Femmes, les Amants, de Pascal Thomas : Guillaume
- 2003 : Mais qui a tué Pamela Rose ? : l'homme qui téléphone près des toilettes (caméo)
- 2005 : Backstage, d'Emmanuelle Bercot : un réalisateur
- 2006 : Un ticket pour l'espace : le réalisateur de Charlemagne contre les ninjas (caméo)
- 2006 : Prête-moi ta main : un passant, derrière Luis qui téléphone (caméo)
- 2011 : Pourquoi tu pleures ? de Katia Lewkowicz : Paco
- 2020 : #Jesuislà de Éric Lartigau : le brocanteur

## Box-office
Les données ci-dessous proviennent de l'European Audiovisual Observatory.
| Film                             | Budget   | Année de sortie | Box-office Europe |
| -------------------------------- | -------- | --------------- | ----------------- |
| La Famille Bélier                | 10,96 M€ | 2014            | 9 936 107,        |
| Mais qui a tué Pamela Rose ?     | 12,32 M€ | 2003            | 1 225 514         |
| Un ticket pour l'espace          | 10,92 M€ | 2006            | 424 193           |
| Prête-moi ta main                | 8,99 M€  | 2006            | 4 001 305         |
| L'Homme qui voulait vivre sa vie | 9,82 M€  | 2010            | 1 253 658         |
| Les Infidèles (segment Lolita)   | 12,01 M€ | 2012            | 3 039 143         |